# Peter Panduranga Bayreuther
Peter Panduranga Bayreuther (* 12. Februar 1955 in Minden, Westfalen) ist ein deutscher Komponist, Jazzgeiger und Obertonsänger. Als Komponist hat er ein eigenes System der Obertonharmonik entwickelt, das seinen Werken eine unverkennbare Note verleiht. Als Geiger verbindet er traditionell virtuoses Jazzgeigenspiel mit einer avantgardistisch-elektronischen Ausführungspraxis. Seine Auftritte sind Performances, in denen das Instrumentalspiel mit gleichzeitigem Gesang und Stepptanz verbunden wird. Stilistisch ist er bestrebt, die Grenzen zwischen melodischer Pop-Rockmusik, virtuosem Jazz und Avantgarde zu überwinden. In den Werken seit ca. 2000 sind seine engen Kontakte zu Indien und zu Musikern klassischer indischer Musik erkennbar, die zu einem Konzept von „Musik als Yoga“ geführt haben.

## Leben
Peter Bayreuther absolvierte sein Musikstudium an der Universität Münster mit Schwerpunkt Musik des 20. Jahrhunderts und schrieb seine Examensarbeit über die Konzertlieder von Hanns Eisler. Er bildete sich zum Jazzgeiger, Obertonsänger und Yogalehrer/Yogaausbilder (BYV und BYVG) aus und komponierte um die 400 Lieder im Genre Pop, Rock, Weltmusik, spirituelles Lied.
Nach einer ersten Karriere als Jazzgeiger (u. a. mit Sibylle Pomorin, Harald Kimmig, Harald Teubner, Markus Stockhausen) gründete  Bayreuther zusammen mit Willem Schulz die Musikproduktion wilde rose, wo er seither produziert und lehrt. Seit 1982 hatte er mehrfach Lehraufträge für Jazzimprovisation an der Universität Oldenburg und der Fachhochschule Bielefeld. 1984 gründete er zusammen mit Wolfgang Martin Stroh und Willem Schulz das Erste Improvisierende Streichorchester, das inzwischen über 175 Konzerte und Performances absolviert hat. Von 1987 bis 2010 trat er im Projekt Brain and Body in Festivals für experimentelle Musik und in Avantgarde-Clubs auf.
Nach einer Ausbildung als Yogalehrer (BYV) und Yogalehrerausbilder (BYVG) leitet  Bayreuther ein überregionales Yoga-Institut (Yoga Vidya) mit dem Schwerpunkt Musik als Yoga. In dieser Funktion besteht ein Austausch mit den indischen Sängern Ashes und Alick Sengupta aus Kalkutta, wo er jährlich konzertiert. Seine „spirituellen“ Kompositionen beruhen auf einer von ihm selbst entwickelten Harmonik, einer melodisch erweiterten „Obertonharmonik“.
Seit 1985 erfolgten Fernsehauftritte in Deutschland, England, Holland, Österreich und Indien. Seit 1984 ist Bayreuther verheiratet mit Karin Bayreuther, mit der er viele Lieder zusammen schrieb.

## Werke

### CDs
- CD Liebeslieder und CD Love Songs (2015), Rockwerk Records LC 08248

#### iTunes
- CD Acceptance (2003)[2]
- CD Sieben Spirituelle Lieder (2008)[3]

#### Vertrieb wilde rose LC 4447
- CD Yoga Yoga : Neue Spirituelle Lieder in Obertonharmonik
- CD Peter Bayreuther u. a.: Trans4mation – Karma
- CD Peter & Karin Bayreuther: Violin 9 Sisters

### Print

#### e-book
- 43 New Spiritual Songs in Overtone Harmonics, Jan 2012[4]

## Preise/Auszeichnungen
- 2008: Preis des Deutschen Rock & Pop Musikerverbandes (für das „Lebenswerk“)[5]
- 2012: Preis des Deutschen Rock & Pop Musikerverbandes (Sonderpreis Experimental für das Album „Yoga Yoga“)[6]
- 2013: Preis  des Deutschen Rock & Pop Musikerverbandes (für das  beste Rock Jazz Album und als Jazzgeigensolist für die CD „Rock Violin“)[7]
- 2016: Preis des Deutschen Rock & Pop Musikerverbandes, jeweils erster Platz als „Beste New Age Band“ und „Beste Experimentalband“, zweiter Platz als „Beste Folkrockband“ und für beide Musiker ein dritter Platz als „Beste Folksänger/in“[8]
- 2017 Preis des Deutschen Rock & Pop Musikerverbandes, beste Experimentalband
- 2019 Preis des Deutschen Rock & Pop Musikerverbandes, bestes Weltmusikalbum
- 2019 Preis des Deutschen Rock & Pop Musikerverbandes, beste Experimentalband
- 2020 Preis des Deutschen Rock & Pop Musikerverbandes, beste Experimentalband
- 2022 Preis des Deutschen Rock & Pop Musikerverbandes, bester Song des Jahres „Let‘s Dance“ – englischsprachig – mit Karin Devaki
- 2023 Preis des Deutschen Rock & Pop Musikerverbandes, bestes CD-Album „Healing“ des Jahres – englischsprachig – mit Band
- 2024 Preis des Deutschen Rock & Pop Musikerverbandes, bestes Instrumentalsolo (Improkonzert mit Markus Stockhausen)